# Scotonycteris zenkeri
Scotonycteris zenkeri (Matschie, 1894)  è un pipistrello appartenente alla famiglia degli Pteropodidi, unica specie del genere Scotonycteris Matschie, 1894 diffuso nell'Africa subsahariana. 

## Descrizione

### Dimensioni
Pipistrello di medie dimensioni con la lunghezza della testa e del corpo tra 65 e 85 mm, la lunghezza dell'avambraccio tra 47 e 55 mm, la lunghezza del piede tra 11 e 14 mm, un'apertura alare fino a 37,2 cm e un peso fino a 24 g.

### Caratteristiche craniche e dentarie
Il cranio ha il rostro accorciato e sottile, una scatola cranica arrotondata e il palato che si estende ben oltre gli ultimi denti. I canini sono molto lunghi.
Sono caratterizzati dalla seguente formula dentaria:

### Aspetto
La pelliccia è lunga, densa e lanosa. Le parti dorsali variano dal marrone-grigiastro al color ruggine, con la base dei peli scuri e la parte centrale bianca, mentre il petto e l'addome variano dal bianco al grigio chiaro e i fianchi dal marrone al bruno-grigiastro. Il muso è corto e stretto. Sono presenti tre distinte macchie bianche, una sulla fronte tra gli occhi e le altre dietro l'angolo posteriore di ogni occhio. Le orecchie sono ovali, con la punta arrotondata, prive di peli e marroni scure. Le macchie biancastre alla base del padiglione auricolare caratteristiche della sottofamiglia sono indistinte oppure assenti. Gli occhi sono grandi.  Le ali variano dal bruno-verdastro al marrone, sono reticolate ed attaccate posteriormente alla base del primo dito del piede. È privo di coda, mentre l'uropatagio è ridotto ad una membrana che si estende lungo la parte interna degli arti inferiori. Il calcar è ben sviluppato. Il numero cromosomico è 2n=32.

## Biologia

### Comportamento
Si rifugia singolarmente tra il fogliame di arbusti e alberi. Il raggio d'azione è limitato a non più di 400 metri dai ricoveri.

### Alimentazione
Si nutre di frutta. Sembra non nutrirsi invece di fiori.

### Riproduzione
Sono presenti due periodi riproduttivi, il primo tra gennaio e febbraio e il secondo tra luglio e novembre. Danno alla luce un piccolo alla volta.

## Distribuzione e habitat
Questa specie è diffusa nell'Africa occidentale e centrale, dalla Liberia alla Repubblica Democratica del Congo orientale. È presente anche sull'isola di Bioko.
Vive nelle foreste pluviali di pianura, foreste costiere, foreste montane, foreste di palude e mangrovie fino a 1.100 metri di altitudine.

## Tassonomia
Sono state riconosciute 3 sottospecie:
- S.z. zenkeri: Camerun meridionale, Rio Muni, Gabon, Congo, Repubblica Democratica del Congo centrale;
- S.z. bedfordi (Thomas, 1904): Isola di Bioko;
- S.z. occidentalis (Hayman, 1947):Liberia, Guinea meridionale, Costa d'Avorio meridionale e Ghana meridionale.

## Conservazione
La IUCN Red List, considerato il vasto Areale, la popolazione numerosa e la presenza in diverse aree protette, classifica S.zenkeri come specie a rischio minimo (Least Concern)).